# 洛內斯鎮區 (北達科他州本森縣)
洛內斯鎮區（英語：Lohnes Township）是位於美國北達科他州本森縣的一個鎮區。

## 地方資料
洛內斯鎮區的面積為56.23平方千米，當中陸地面積為51.69平方千米，而水域面積為4.54平方千米。根據2010年美國人口普查的數據，當地共有人口36人，而人口密度為每平方千米0.64人。